# Goniomitrium
Goniomitrium es un género de musgos perteneciente a la familia Funariaceae.  Comprende 7 especies descritas y de estas, solo 5 aceptadas.

## Taxonomía
El género fue descrito por Hook.f. & Wilson y publicado en London Journal of Botany 5: 142. 1846.

## Especies aceptadas
A continuación se brinda un listado de las especies del género Goniomitrium aceptadas hasta junio de 2015, ordenadas alfabéticamente. Para cada una se indica el nombre binomial seguido del autor, abreviado según las convenciones y usos.
- Goniomitrium acuminatum Hook. & Wilson
- Goniomitrium africanum (Müll. Hal.) Broth.
- Goniomitrium enerve Hook. & Wilson
- Goniomitrium seroi Casas
- Goniomitrium speluncae P. de la Varde